# Rostbröstad gärdsmyg
Rostbröstad gärdsmyg (Pheugopedius rutilus) är en tätting i familjen gärdsmygar som förekommer i södra Centralamerika och norra Sydamerika.

## Kännetecken

### Utseende
Rostbröstad gärdsmyg är en 14 cm lång gärdsmyg med gråbrun ovansida och svarta band på stjärten. Strupe och ansikte är svartvitfläckade. Bröstet är rostfärgat medan buken är brunvit och flankerna bruna. Över ögat syns ett diffust streck och näbben är kort och tunn. Formen på ön Tobago (se nedan) är sötrre och har mörkare undersida än nominatformen.

### Läte
Rostbröstad gärdsmyg sjunger en musikalisk vissling bestående av sex till tio toner, på engelska återgett som "too-see-HEEear-too-see, too-see-HEEear-too-see". Kontaktlätet är ett vasst "cheep"

## Utbredning och systematik
Rostbröstad gärdsmyg delas upp i sju underarter med följande utbredning:
- Pheugopedius rutilus hyperythrus – Stillahavssluttningen från sydvästra Costa Rica till östra Panama
- Pheugopedius rutilus laetus – norra Colombia (Santa Marta-bergen)
- Pheugopedius rutilus hypospodius – östra Anderna i Colombia och allra västligaste Venezuela (Táchira)
- Pheugopedius rutilus interior – Colombia (Río Lebrija i Santander)
- Pheugopedius rutilus intensus – västra Venezuela (Zulia)
- Pheugopedius rutilus rutilus – bergstrakter i norra Venezuela (Sucre och Monagua till Lara) samt på Trinidad
- Pheugopedius rutilus tobagensis – Tobago

Tidigare placerades den i släktet Thryothorus, men DNA-studier visar att arterna i släktet inte är varandras närmaste släktingar.

## Levnadssätt
Rostbröstad gärdsmyg häckar i undervegetation och snår i skog, även i fragmenterade och av människan påverkade skogar. Den lever av insekter och enkelfotingar. Den bygger ett klotformat bo med sidoingång av löv och gräs och gömmer det bland klängerväxter. Honan ruvar två till fyra brunfläckiga vita ägg. Ungarna är flygga efter 16 dagar.

## Status och hot
Artens population har inte uppskattats och dess populationstrend är okänd, men utbredningsområdet är relativt stort. Internationella naturvårdsunionen IUCN anser inte att den är hotad och placerar den därför i kategorin livskraftig. Den bekrivs som ganska vanlig.